# TT Joué-lès-Tours
Actualités
Le TT Joué-lès-Tours est un club français de tennis de table situé à Joué-lès-Tours.

## Histoire du club
Il a été créé le 22 juin 1987 à la suite de la fusion des deux clubs de la ville (l’US Alouette, créée en 1958 et l’US Joué créée en 1960). Cette fusion était une condition de la ville pour avoir un éducateur et une salle par la suite.
Sur le plan sportif, le TT Joué a toujours évolué à un niveau élevé et atteint le sommet de l’élite en 2001 avec la montée de l’équipe féminine en Superdivision. Mais le TT Joué qui a toujours été un grand club formateur pour les jeunes, a aussi de très nombreux titres et podiums en départemental, régional, national et même international, en équipes et en individuels. Reléguées à l'issue de sa première saison dans l'élite, les Jocondiennes retournent en Superdivision la saison suivante et atteignent leur apogée en 2004, année où elles termineront à la 4e place (meilleur classement du club à ce jour). Les saisons suivantes sont plus difficiles car dès 2007, le club est relégué en Pro B. Elles n'y resteront qu'une saison et remontent en Pro A avec le titre de championne de France de Pro B en poche. Sportivement relégué dès lors (10e en 2009, 2010 et 9e en 2011), le club est administrativement sauvé à la suite des retraits de nombreuses équipes ces dernières années dans le championnat.

## Comité directeur
- Président : Benjamin FERRÉ
- Vice président : Sylvain BONNEAU
- Trésorier : Vincent FETY
- Secrétaire générale : Betty SECRÉTAIN
- Secrétaire adjoint  : Vivien LANÇON
- Autres membres du Comité Directeur : Bruno BOCQUET, Martial BUZON, Sylvain GABILLET, Maëlys GRANGE, Nicolas GRANGE, Esteban HERRAULT, Philippe LOMBARD, Cyril MERCIER.

## Effectif 2024-2025
- He Li
- Audrey Zarif
- LI Yuqi
- LIU Minghe

## Palmarès
- ETTU Europe Trophy
  - Vainqueur en 2023
- Challenge National Bernard Jeu
  - Vainqueur en 2007
  - Troisième en 1996, 2004 et 2006
- Championnat de France Pro A
  - 4e en 2003-2004
  - 4ème en 2022-2023
  - 3ème en 2024-2025
- 2e division
  - Champion en 2001, 2008 et 2018
  - Accession en 2003

## Bilan par saison
| Saison    | Championnat | Cl          | Pts         | J           | V           | N           | D           | Pp          | Pc          | Diff        |
| --------- | ----------- | ----------- | ----------- | ----------- | ----------- | ----------- | ----------- | ----------- | ----------- | ----------- |
| 2018-2019 | Pro A       | 5e          | 19          | 10          | 4           | 0           | 6           | 19          | 22          | -3          |
| 2017-2018 | Pro A       | 5e          | 27          | 14          | 5           | 0           | 9           | 27          | 34          | -7          |
| 2016-2017 | Pro B       | Champion    | 42          | 14          | 14          | 0           | 0           | 42          | 10          | +32         |
| 2014-2015 | Pro B       | 4e          | 32          | 16          | 6           | 4           | 6           | 42          | 44          | -2          |
| 2013-2014 | Nationale 1 | Nationale 1 | Nationale 1 | Nationale 1 | Nationale 1 | Nationale 1 | Nationale 1 | Nationale 1 | Nationale 1 | Nationale 1 |
| 2012-2013 | Pro B       | 10e         | 24          | 18          | 1           | 4           | 13          | 30          | 65          | -35         |
| 2011-2012 | Pro A       | 9e          | 18          | 16          | 0           | 2           | 14          | 15          | 62          | -47         |
| 2010-2011 | Pro A       | 9e          | 23          | 18          | 2           | 1           | 15          | 24          | 64          | -40         |
| 2009-2010 | Pro A       | 10e         | 23          | 18          | 0           | 5           | 13          | 34          | 67          | -33         |
| 2008-2009 | Pro A       | 10e         | 21          | 18          | 0           | 3           | 15          | 25          | 69          | -44         |
| 2007-2008 | Pro B       | Champion    | 52          | 18          | 16          | 2           | 0           | 70          | 17          | +53         |
| 2006-2007 | Pro A       | 10e         | 24          | 18          | 1           | 4           | 13          | -           | -           | -           |
| 2005-2006 | Pro A       | 7e          | 32          | 18          | 4           | 6           | 8           | -           | -           | -           |
| 2004-2005 | Pro A       | 5e          | 36          | 18          | 7           | 4           | 7           | -           | -           | -           |
| 2003-2004 | Pro A       | 4e          | 30          | 14          | 6           | 4           | 4           | 40          | 31          | +9          |